# Scodionista autumnata
Scodionista autumnata är en fjärilsart som beskrevs av Brandt 1938. Scodionista autumnata ingår i släktet Scodionista och familjen mätare. Inga underarter finns listade.